# Warren County Courthouse (Iowa)
Das Warren County Courthouse in Indianola ist das Justiz- und Verwaltungsgebäude (Courthouse) des Warren County im südlichen Zentrum des US-amerikanischen Bundesstaates Iowa.
Das heutige Gebäude ist das dritte Courthouse des Warren County. Das erste Courthouse war ein 1851 errichtetes Blockhaus, das mehreren verschiedenen Zwecken diente. Das erste rein als Courthouse genutzte Gebäude wurde 1868 im viktorianischen Stil gebaut. Als die Bausubstanz des Gebäudes zunehmend verfiel, wurde 1936 der Bau eines neuen Gerichts- und Verwaltungsgebäudes für das County beschlossen. 
Im gleichen Jahr wurde zur Finanzierung eine Anleihe herausgegeben und weitere Mittel im Zuge des New Deal durch die Public Works Administration (PWA) zur Verfügung gestellt. Das Architekturbüro Keffer & Jones wurde mit der Planung und die Firma F.B. Dickinson  Co. mit der Bauausführung betraut. Im Jahr 1938 erfolgte die Grundsteinlegung und im folgenden Jahr wurde das neue Gebäude im Stil der PWA Moderne, einer Richtung der Moderne, seiner Bestimmung übergeben.
Im Jahr 2003 wurde das Gebäude mit der Referenznummer 03000818 in das National Register of Historic Places aufgenommen.